# Ангарський трамвай
Ангарський трамвай — діюча трамвайна мережа міста Ангарськ, Іркутська область, Росія, з 27 листопада 1953 року. Трамвайні перевезення здійснює МУП АМО «Ангарський трамвай».

## Історія
| Дата       | Хронологія основних історичних подій |
| ---------- | --- |
| 03.11.1953 | Прибуття чотирьох вагонів МТВ-82 в депо (розвантажували у нинішнього Перетину, тоді лінія на ЗПХ вже будувалася, а до депо вагони прямували своїм ходом). |
| 26.11.1953 | Перша обкатка лінії. |
| 27.11.1953 | О 12:00 на зупинці «Технікум» три трамвая вперше розпочали перевезення пасажирів. Цікаво те, що на ФЗН розгорталися на кільці (нині — не існує), на Комбінаті — заднім ходом на трикутнику. |
| 1957       | Введена в експлуатацію лінія «Управління комбінату — ТЕЦ-1» (нині — ЗПХ). |
| 1959       | Введена в експлуатацію лінія «Технікум — Байкальск». |
| 1961       | Введена лінія до бази обладнання, де вона розгалужувалася на напрямки: «Травневий вокзал» та «Цемзавод». Цікаво, то що кільце було розгорнуто в іншу сторону, а не як зараз. |
| 1963       | З'єднана лінія «ФЗН — Травневий вокзал», кільце «ФЗН» замінено кільцем «Сангородок». |
| 1964       | Введена в лад лінія «Байкальск — ТЕЦ-9», а також побудований гейт на станції Південна, де розвантажуються нові вагони і понині. |
| 1965       | Введена в експлуатацію лісова лінія до селища АЕХК (нині — «Вул. Чайковського — к/ст. 205-й квартал»). |
| 1970       | Побудовано кільце «Завод полімерів». |
| 1976       | Побудовано кільце «АЕМЗ». |
| 1987       | Введена в експлуатацію лінія «ЗПХ — ПВД». |
| 1988       | Введені в експлуатацію лінії «Вул. Чайковського — Перетин» і «Вул. Соціалістична — К/ст. 17-й мікрорайон». |
| 1989       | Введена в експлуатацію лінія на вул. Комінтерну. |
| 2000       | Демонтована лінія «ЗПХ — ПВД». |
| 2002       | Демонтована лінія «Травневий вокзал — Цемзавод». |
| 2017       | На початку року в пресі з'явилися повідомлення про те, що муніципальне підприємство знаходиться на межі закриття через великі борги перед працівниками та комунальним послугам. Причиною заборгованості називали низьке фінансування підприємства з міського бюджету і низької вартості проїзду. Влада АМО заявили про необхідність фінансування галузі з обласного та федерального бюджетів. |
| 2018       | Наприкінці серпня Федеральна податкова служба вимагає визнати банкрутом МУП «Ангарський трамвай». Заяву інспекція ФНС по місту Ангарську подала в Арбітражний суд Іркутської області. Згідно з документами, сума позовних вимог, заявлених податковою службою, становить понад 22 мільйонів рублів.                                                                                           |

## Маршрути
В Ангарську діють 7 трамвайних маршрутів.
| Перелік трамвайних маршрутів | Перелік трамвайних маршрутів | Перелік трамвайних маршрутів | Перелік трамвайних маршрутів |                |
| №                            | Пункт відправлення           | Пункт прибуття               | Примітки |                |
| Діючі маршрути               | Діючі маршрути               | Діючі маршрути               | Діючі маршрути | Діючі маршрути |
| ---------------------------- | ---------------------------- | ---------------------------- | --- | -------------- |
| 1                            | ТЕЦ-9                        | Санмістечко                  | До 2002 року: ТЕЦ-9 — АЦГК, потім лінію від Травневого вокзалу до АЦГК закрили |                |
| 3                            | 205-й мікрорайон             | Травневий вокзал             | До 28 червня 2018 року прямував до к/ст. 17-й мікрорайон |                |
| 4                            | 205-й мікрорайон             | ТЕЦ-9                        | Через Ленінградський проспект, вул. Чайковського. До 28 червня 2018 року прямував до к/ст. 17-й мікрорайон |                |
| 5                            | 205-й квартал                | Завод полімерів              | Через вул. Карла Маркса, вул. Горького, вул. Московську, вул. Кірова |                |
| 6                            | 205-й квартал                | Санмістечко                  | |                |
| 7                            | 205-й квартал                | ТЕЦ-9                        | Через вул. Комінтерну |                |
| 11                           | 205-й мікрорайон             | Завод полімерів              | До 28 червня 2018 року прямував до к/ст. 17-й мікрорайон |                |
| Скасовані маршрути           |                              |                              | |                |
| 0                            | 17 мікрорайон                | 205-й квартал                | Через вул. Комінтерну, 102-й квартал, вул. Чайковського, вул. Соціалістична. Маршрут був попередником маршруту № 12, проіснував кілька тижнів. Надалі кілька разів призначався разово |                |
| 1А                           | Санмістечко                  | АЕМЗ                         | Працював з 01.08.2010 по 01.10.2010 |                |
| 2                            | Санмістечко                  | ПВД                          | |                |
| 3У                           | 17-й мікрорайон              | Санмістечко                  | Працював з 06.06.2011 по 01.08.2011 |                |
| 4А                           | 17-й мікрорайон              | АЕМЗ                         | Працював з 01.08.2010 по 01.10.2010 |                |
| 7А                           | 205-й квартал                | АЕМЗ                         | |                |
| 8                            | 205-й квартал                | Завод полімерів              | Через Перетину. У 2002 році маршрут № 8 був переведений на комерційну основу, на якому діяли пільгові та студентські проїзні, а пенсійні посвідчення були недійсні на даному маршруті, і незабаром був закритий. Було відновлено 1 жовтня 2010 року, знову закритий 1 листопада 2011 року                                                               |                |
| 9                            | Санмістечко                  | 17-й мікрорайон              | Через Ленінградський проспект. До середини 1990-х років працював тільки по вихідних, потім маршрут № 9 став скороченим варіантом маршруту № 1: АЦГК — Сангородок, а сам маршрут № 1 скорочений до Сангородка. Через деякий час нововведення скасували через скарги мешканців Цемселища, яким доводилося їхати з пересадкою і двічі сплачувати за проїзд |                |
| 10                           | 205-й мікрорайон             | ЗПХ                          | Раніше, до 2000-х рр.: 17-й мікрорайон — ПВТ. До 28 червня 2018 року прямував до к/ст. 17-й мікрорайон. Скасований з 20 вересня 2018 року |                |
| 12                           | 205-й квартал                | 205-й квартал                | Кільцевий: через вул. Соціалістичну, вул. Комінтерну, 102-й квартал, вул. Чайковського, вул. Соціалістичну |                |
| 12                           | 17-й мікрорайон              | 17-й мікрорайон              | Кільцевий: через вул. Комінтерну, вул. Соціалістичну, вул. Чайковського, 102-й квартал, вул. Комінтерну |                |

## Рухомий склад
Станом на березень 2013 основу лінійного парку складають 59 вагонів 71-605 (71-605А), більш відомі під назвою КТМ-5М3, бортові № 111, 113—129, 131—135, 137—149,151—156, 158—168, 170, 172, 174, 178, 180, 182. 
16 вагонів 71-608К, що стоять на консервації, частина з яких розібрана, бортові № 110, 130, 169, 173, 175, 177, 179, 181, 183—188, 190, 192. Один вагон 71-608КМ 2005 року випуску справно несе службу під бортовим № 112. 
Впродовж 2005—2007 років парк поповнився вагонами 71-619К, бортові № 176, 201, 202, 203 і 205. У 2008 і 2010 роках в Ангарськ надійшли два вагони моделі 71-619КТ під бортовими № 207 і 204. У зв'язку з поставками останніх років, а також скороченням випуску вагонів на маршрути, з 2008 року виведені з лінійної експлуатації вагони РВЗ-6М2. До 2002 року працювали також вагони ЛМ-93, але зважаючи на скорочення випуску були законсервовані. У 2007 році 4 вагони були продані в Комсомольськ-на-Амурі, а решта 8 — порізані у 2011 році.
У Ангарську одне трамвайне депо.